# シェア・マイ・ワールド
『シェア・マイ・ワールド』（Share My World）は、1997年4月に発売されたメアリー・J. ブライジの3枚目のスタジオ・アルバム。
大成功を収めたデビュー・アルバム『ホワッツ・ザ・411?』(What's the 411?)と2枚目のスタジオ・アルバム『マイ・ライフ』(My Life)のエグゼクティブ・プロデューサー、ショーン・パフィ・コムズと訣別し、メアリー・J. ブライジ自らが総指揮を担った初めてのアルバムである。
プロデューサー陣にジャム&ルイス、ベイビーフェイスといった2大有名どころの他、当時19歳の駆け出しであったロドニー・ジャーキンス、美メロを特徴とするトラックマスターズのメンバー、ジェームズ・エムトゥーメ、R・ケリーなど豪華な面々を迎えた意欲作となり、内容的にも、「クイーン・オブ・ヒップホップ・ソウル」(Queen of Hip Hop Soul)という称号だけでない新たな次元へ進もうとする意思や自信が伝わるボーカル主体のバラードも数曲取り揃えられている。
そのため、ヒップホップ・ソウル基調の前作や前々作と比較し全体的に落ち着いた内容となったが、R&Bアルバムチャート1位だけでなく、初めて全米アルバムチャートで1位を記録し、UKアルバムチャートでも初のトップ10入りを果たした。売上げ的にも前作2枚のスタジオ・アルバム同様、300万枚超えのトリプル・プラチナ・アルバムとなるヒットとなり。第40回グラミー賞では最優秀R&Bアルバム賞にノミネートされた。 

## トラック・リスト
| #         | タイトル | 作詞・作曲 | プロデューサー                                                                                     | 時間  |
| --------- | --- | --- | -------------------------------------------------------------------------------------------------- | ----- |
| 1.        | 「イントロ」(Intro) | Poke(ジャン＝クロード・オリビエ、トラックマスターズ)、 Tone(サミュエル・バーンズ、トラックマスターズ)、 リッチ・ナイス                                                   | Poke&Tone(トラックマスターズ)、 リッチ・ナイス                                                     | 1:25  |
| 2.        | 「アイ・キャン・ラヴ・ユー feat. リル・キム」(I Can Love You feat. Lil' Kim)                                             | メアリー・J. ブライジ、 ラトーニャ・ブライジ・ダコスタ、 ロドニー・ジャーキンス、 キンバリー・ジョーンズ(リル・キム)、 カルロス・ブローディ、 ナシーム・マイリック       | ロドニー・ジャーキンス                                                                             | 4:46  |
| 3.        | 「ラヴ・イズ・オール・ウィ・ニード feat. ナズ」(Love Is All We Need feat. Nas)                                           | ジミー・ジャム、テリー・ルイス （ジャム&ルイス）、 メアリー・J. ブライジ、 リック・ジェームス                                                                            | ジャム&ルイス                                                                                      | 4:15  |
| 4.        | 「ラウンド・アンド・ラウンド」(Round and Round)                                                                          | Poke(トラックマスターズ)、 DJプレミア、 ショーン・カーター(ジェイ・Z)、 メアリー・J. ブライジ                                                                            | Poke&Tone(トラックマスターズ)、 ジョージ・R."ゴールデン・フィンガーズ"ピアソン(ジョージ・ピアソン) | 4:24  |
| 5.        | 「シェア・マイ・ワールド(インタルード)」(Share My World (Interlude))                                                     | Poke&Tone(トラックマスターズ)、 リッチ・ナイス | Poke&Tone(トラックマスターズ)、 リッチ・ナイス                                                     | 0:30  |
| 6.        | 「シェア・マイ・ワールド」(Share My World)                                                                               | メアリー・J. ブライジ、 ロドニー・ジャーキンス、 デバージ | ロドニー・ジャーキンス                                                                             | 5:07  |
| 7.        | 「セヴン・デイズ feat. ジョージ・ベンソン」(Seven Days feat. George Benson)                                              | マリク・ペンドルトン | マリク・ペンドルトン                                                                               | 5:10  |
| 8.        | 「イッツ・オン feat. R・ケリー」(It's On feat. R. Kelly)                                                                 | R・ケリー | R・ケリー                                                                                          | 4:42  |
| 9.        | 「サンキュー・ロード(インタルード)」(Thank You Lord (Interlude))                                                         | ケリー・プライス、 ロドニー・ジャーキンス | ロドニー・ジャーキンス                                                                             | 0:45  |
| 10.       | 「ミッシング・ユー」(Missing You)                                                                                        | ケネス"ベイビーフェイス"エドモンズ (ベイビーフェイス) | ベイビーフェイス                                                                                   | 4:17  |
| 11.       | 「エヴリシング」(Everything)                                                                                             | ジミー・ジャム、テリー・ルイス （ジャム&ルイス）、 リンダ・クリード、 トム・ベル、 中村八大、 ジェームス・ブラウン、 ジョン・“ジャボ”・スタークス、 フレッド・ウェズリー | ジャム&ルイス                                                                                      | 4:59  |
| 12.       | 「キープ・ユア・ヘッド」(Keep Your Head)                                                                                 | メアリー・J. ブライジ、 ラトーニャ・ブライジ・ダコスタ | Poke&Tone(トラックマスターズ)、 ジョージ・R."ゴールデン・フィンガーズ"ピアソン(ジョージ・ピアソン) | 3:48  |
| 13.       | 「キャント・ゲット・ユー・オフ・マイ・マインド feat. ザ・ロックス(D-ブロック)」(Can't Get You Off My Mind feat. The Lox) | メアリー・J. ブライジ、 ロドニー・ジャーキンス、 ジェイソン・フリップス(ジェイダキス)、 ショーン・ジェイコブス(シーク・ルーチ)、 デヴィッド・スタイルズ(スタイルズ・P)   | ロドニー・ジャーキンス                                                                             | 4:40  |
| 14.       | 「ゲット・トゥ・ノウ・ユー・ベター」(Get to Know You Better)                                                             | ブライス・ウィルソン(グルーヴ・セオリー)、 スティーヴィー・ワンダー、 ヘンリー・コスビー、 シルヴィア・モイ                                                              | ブライス・ウィルソン                                                                               | 4:33  |
| 15.       | 「サーチング feat. ロイ・エアーズ」(Searching feat. Roy Ayers)                                                           | メアリー・J. ブライジ、 ラトーニャ・ブライジ・ダコスタ、 クセノス・ダコスタ、 ロドニー・ジャーキンス、 フレッド・ジャーキンス3世、 ロイ・エアーズ                        | ロドニー・ジャーキンス、 フレッド・ジャーキンス3世                                                 | 5:06  |
| 16.       | 「アワ・ラヴ」(Our Love)                                                                                                 | チャールズ・ジャクソン、 マーヴィン・ヤンシー (ザ・インディペンデンツ)                                                                                                   | ジェームズ・エムトゥーメ(エムトゥーメイ)                                                           | 5:22  |
| 17.       | 「ノット・ゴナ・クライ」(Not Gon' Cry)                                                                                   | ケネス"ベイビーフェイス"エドモンズ (ベイビーフェイス) | ベイビーフェイス                                                                                   | 4:55  |
| 合計時間: | 合計時間: | 合計時間: | 合計時間:                                                                                          | 68:44 |

| #   | タイトル                                                          | 作詞・作曲                                                     | プロデューサー           | 時間 |
| --- | ----------------------------------------------------------------- | -------------------------------------------------------------- | ------------------------ | ---- |
| 18. | 「ナチュラル・ウーマン」((You Make Me Feel Like) A Natural Woman) | ジェリー・ゴフィン、 キャロル・キング、 ジェリー・ウェクスラー | ジェームズ・エムトゥーメ | 2:57 |

## 収録曲解説
1. トラック1「イントロ」は、トラックマスターズ（英語版）のメンバーとリッチ・ナイスによるプロデュースとナレーションのイントロで、アルバム発売後に敢行される「シェア・マイ・ワールド・ツアー」(Share My World Tou)のオープニング（ベニー・プーのアナウンス）をコラージュしている[6]。本番ツアーの方はカーン・ブラントリーがプロデュースを担当している[6][7]。
2. トラック2「アイ・キャン・ラヴ・ユー」は、アルバムからの2ndシングルとなり、当時19歳のロドニー・ジャーキンスのプロデュースによる曲である[1]。作詞はメアリーのほか、姉のラトーニャ・ブライジ・ダコスタが担当し、ラトーニャはバック・ボーカルにも参加している[1][2][8]。サンプリングは、フィーチャリング・ラッパーとして参加しているリル・キムの1996年の曲「クイーン・ビッチ」(Queen Bitch)が取り入れられている[8][注釈 2]。
3. トラック3「ラヴ・イズ・オール・ウィ・ニード」は、ジャム&ルイスのプロデュースによる1stシングルで、リック・ジェームスの1985年の曲「ムーンチャイルド」(Moonchild)をサンプリングし[10][1]、スライ&ザ・ファミリー・ストーンの1969年の曲「シング・ア・シンプル・ソング」も使用されている[10]。フィーチャリング・ラッパーはナズが担当しているが[1][10]、トラックマスターズによるリミックス・バージョンの方では、フォクシー・ブラウン（英語版）がフィーチャリングされ、ダイアナ・ロスの1975年の曲「マホガニーのテーマ」(Theme from Mahogany (Do You Know Where You're Going To))がサンプリングされている[10][11]。
4. トラック4「ラウンド・アンド・ラウンド」は、トラックマスターズのメンバーが楽曲制作に参加しているが、サンプリングにはDJプレミアがプロデュースしたジェイ・Zの1996年の曲「D'Evils」(D'Evils)が使用されている[12][1][2]。
5. トラック5「シェア・マイ・ワールド (インタルード)」は、トラック1「イントロ」同様にトラックマスターズとリッチ・ナイスによるプロデュースとナレーションのインタルードとなっている[13][1][2]。
6. トラック6「シェア・マイ・ワールド」は、ロドニー・ジャーキンスによるプロデュースの楽曲であるが、サンプリングにデバージの1981年の曲「シェア・マイ・ワールド」(Share My World)が使用されている[14]。
7. トラック7「セヴン・デイズ」は、マリク・ペンドルトンのプロデュース・楽曲制作によるシングルカット曲で、ジョージ・ベンソンのギターをフィーチャリングしたジャジーなムードが漂う物憂げなボーカルが印象的なバラードとなっている[15][16]。マイナー調のバラードが多い次の4thアルバム『メアリー』(Mary)の原型ともいえる先駆ナンバーでもある[15]。
8. トラック8「イッツ・オン」は、R・ケリーによるプロデュースの曲で彼とデュエットし、バック・ボーカルにはスパークル（英語版）（本名・ステファニー・エドワーズ）が参加している[17][1][2]。
9. トラック9「サンキュー・ロード (インタルード)」は、ロドニー・ジャーキンスとケリー・プライス（英語版）により制作された主（イエス・キリスト）への感謝を述べるインタルードで、ボーカルワークはメアリーが全て担当している[18][1][2]。
10. トラック10「ミッシング・ユー」はシングルカットされたナンバーで、一聴しただけでベイビーフェイスが制作したものだと分かるベイビーフェイス節のバラードとなっている[1]。バック・ボーカルはシャニース（英語版）が担当している[1][15][19]。恋心を絞り出すように熱唱するメアリーのボーカルが神がかり的に光る好ナンバーである[15]。
11. トラック11「エヴリシング」もシングルカットされ、イギリスのUKシングルチャートでメアリー初のトップテン入りの6位を記録したナンバーである[2]。制作・プロデュースはジャム&ルイスで、サンプリングには、スタイリスティックスの1971年のヒット・バラード「ユー・アー・エヴリシング」(You Are Everything)と、坂本九の1963年（アメリカ発売年）のヒット曲「上を向いて歩こう」(Sukiyaki)と、ジェームス・ブラウンの1973年のナンバー「ペイバック」(The Payback)が組み合わせられ、見事な出来栄えに仕上がっている[1][2][15][20]。
12. トラック12「キープ・ユア・ヘッド」は、メアリーと姉・ラトーニャ・ブライジ・ダコスタによる楽曲で、プロデュースやアレンジはトラック4と同じく、トラックマスターズとジョージ・ピアソンが担当している[21][1][2]。
13. トラック13「キャント・ゲット・ユー・オフ・マイ・マインド」は、メアリーとロドニー・ジャーキンス、ジェイソン・フリップス（ジェイダキス）、ショーン・ジェイコブス（シーク・ルーチ（英語版））、デヴィッド・スタイルズ（スタイルズ・P（英語版））による楽曲で、プロデュースやアレンジもロドニー・ジャーキンスが担当している。フィーチャリング・ラッパーはザ・ロックス（英語版）（D-ブロック）となっている[22][1][2]。
14. トラック14「ゲット・トゥ・ノウ・ユー・ベター」は、ブライス・ウィルソン（英語版）のプロデュースによる楽曲で、サンプリングには、スティーヴィー・ワンダーの1969年の楽曲「マイ・シェリー・アモール」が使用されている[23][1][2]。
15. トラック15「サーチング」は、ロイ・エアーズの1976年の楽曲「サーチング」を基調・サンプリングした曲で、メアリーと姉のラトーニャ、クセノス・ダコスタ、ロドニー・ジャーキンス、フレッド・ジャーキンス3世（英語版）により制作され、ネタ元のロイ・エアーズもヴィブラフォン演奏で参加している[24][1][2]。
16. トラック16「アワ・ラヴ」は、チャールズ・ジャクソン、マーヴィン・ヤンシー（英語版）（ザ・インディペンデンツ（英語版））制作のナタリー・コールの1977年のヒット曲のカバーで、ジェームズ・エムトゥーメ（エムトゥーメイ）のプロデュースによる[25][1][2]。
17. トラック17「ノット・ゴナ・クライ」は、ベイビーフェイスのプロデュースによる楽曲で、アルバムからの1stシングルとなり、映画『ため息つかせて』のサントラアルバムにも収録されている[26][1][2]。
18. トラック18「ナチュラル・ウーマン」は、ジェリー・ゴフィンやキャロル・キングらの作詞・作曲によるアレサ・フランクリンの1967年のヒット曲のカバーである。アメリカの人気ドラマ『ニューヨーク・アンダーカヴァー』(New York Undercover)のオリジナル・サントラから1995年にシングルカットされた[1][15]。イギリスや日本のみのボーナストラックとして収録されている[1][2]。

## チャート記録

### 週間
| チャート(1997)                                                                       | 最高位 |
| ------------------------------------------------------------------------------------ | ------ |
| アメリカ「ビルボード200・アルバムチャート」(Billboard 200)                           | 1      |
| アメリカ「トップR&B/ヒップホップ・アルバムチャート」(Top R&B/Hip-Hop Albums)         | 1      |
| イギリス「UK・R&Bアルバムチャート」(UK R&B Singles and Albums Charts)                | 1      |
| イギリス「UKアルバムチャート」(UK Albums Chart)                                      | 8      |
| カナダ「カナディアン・トップ・アルバムチャートRPM」(RPM)                             | 4      |
| スウェーデン「スヴァリイェトプリストン・アルバムチャート」(Sverigetopplistan)        | 8      |
| オランダ「アルバム・トップ100」(Dutch Album Top 100)                                 | 11     |
| ニュージーランド「ミュージック・アルバムチャート」(Official New Zealand Music Chart) | 27     |
| フランス「SNEPアルバムチャート」(Syndicat National de l'Édition Phonographique)      | 31     |
| ドイツ「GfKアルバムチャート」(GfK Entertainment charts)                              | 37     |
| スイス「シュヴァイツァー・アルバムチャート」(Swiss Hitparade)                        | 41     |
| オーストラリア「ARIAアルバムチャート」(ARIA Charts)                                  | 71     |
| スコットランド「アルバムチャート」(Scottish Singles and Albums Charts)               | 90     |

## 受賞・ノミネート
- 第25回アメリカン・ミュージック・アワード (American Music Awards of 1998)
  - 最人気ソウル/R&Bアルバム賞 (Favorite Soul/R&B Album)受賞
  - 最人気ソウル/R&B女性アーティスト賞 (Favorite Soul/R&B Female Artist)ノミネート

- 第39回グラミー賞 (39th Annual Grammy Awards)
  - 最優秀女性R&Bボーカル・パフォーマンス賞 (Best Female R&B Vocal Performance)ノミネート - 「ノット・ゴナ・クライ」

- 第40回グラミー賞 (40th Annual Grammy Awards)
  - 最優秀R&Bアルバム賞 (Best R&B Album)ノミネート

- 1998年・第29回NAACPイメージ・アワード (29th NAACP Image Awards)
  - アウトスタンディング・女性アーティスト賞 (Outstanding Female Artist)ノミネート

- 1998年ソウル・トレイン・ミュージック・アワード (1998 Soul Train Music Awards)
  - 最優秀R&B/ソウル・アルバム賞-女性部門 (Best R&B/Soul Album – Female)ノミネート
  - 最優秀R&B/ソウル・シングル賞-女性部門  (Best R&B/Soul Single – Female)ノミネート - 「エヴリシング」

- 1997年ソウル・トレイン・ミュージック・アワード (1997 Soul Train Music Awards)
  - 最優秀R&B/ソウル・シングル賞-女性部門  (Best R&B/Soul Single – Female)ノミネート - 「ノット・ゴナ・クライ」

- 1998年米国作曲家作詞家出版者協会賞 (ASCAP)
  - R&B/ラップ楽曲賞 (Award Winning R&B/Rap Songs)受賞 - 「ラヴ・イズ・オール・ウイ・ニード」、「アイ・キャン・ラヴ・ユー」